# St. Wolfgang (Unterrohr)

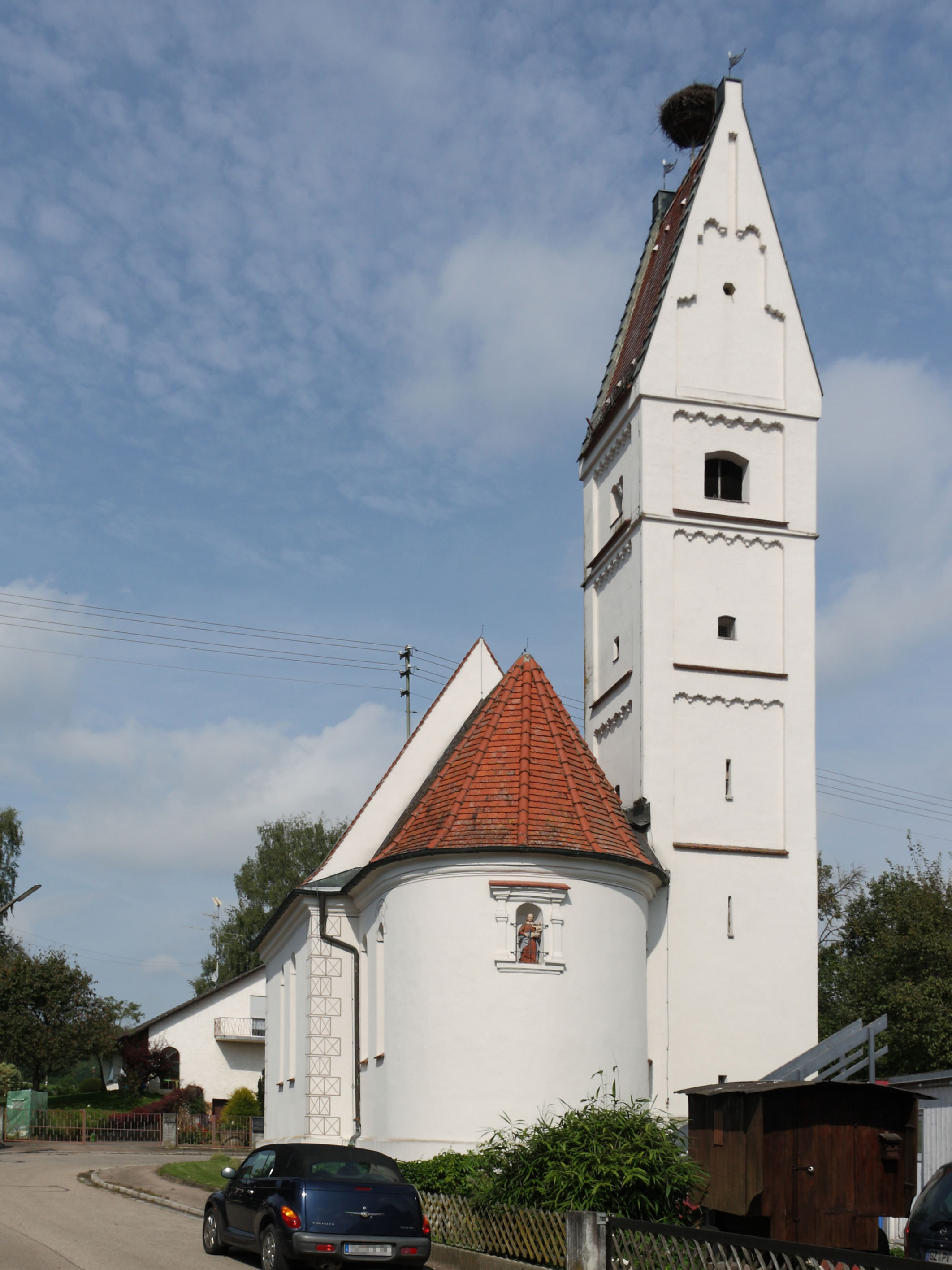
St. Wolfgang in Unterrohr

Die römisch-katholische Filialkirche St. Wolfgang steht in Unterrohr, einem Gemeindeteil von Kammeltal im schwäbischen Landkreis Günzburg in Bayern. Das Bauwerk ist in der Liste der Baudenkmäler in Kammeltal als Baudenkmal unter der Nr. D-7-74-145-16 eingetragen. Kirchenpatron ist Wolfgang von Regensburg.

## Beschreibung
Die spätgotische Saalkirche wurde 1691 umgebaut und erweitert. Sie besteht aus einem Langhaus mit zwei Fensterachsen, einem eingezogenen, halbrund geschlossenen Chor im Osten und einem Chorflankenturm an der Nordwand des Chors. Der Innenraum des Langhauses ist mit einem Stichkappengewölbe auf Pilastern überspannt. Am Triumphbogen hängt eine Mondsichelmadonna der Ulmer Schule. Der Hochaltar, auf dessen Altarretabel die Kreuzigung Christi in nazarenisch dargestellt ist, wurde 1859 aufgestellt. Die Statuen des Wolfgang von Regensburg und der Odilia von Köln stammen aus dem Umkreis von Niklaus Weckmann.